# Andreas Heidtmann

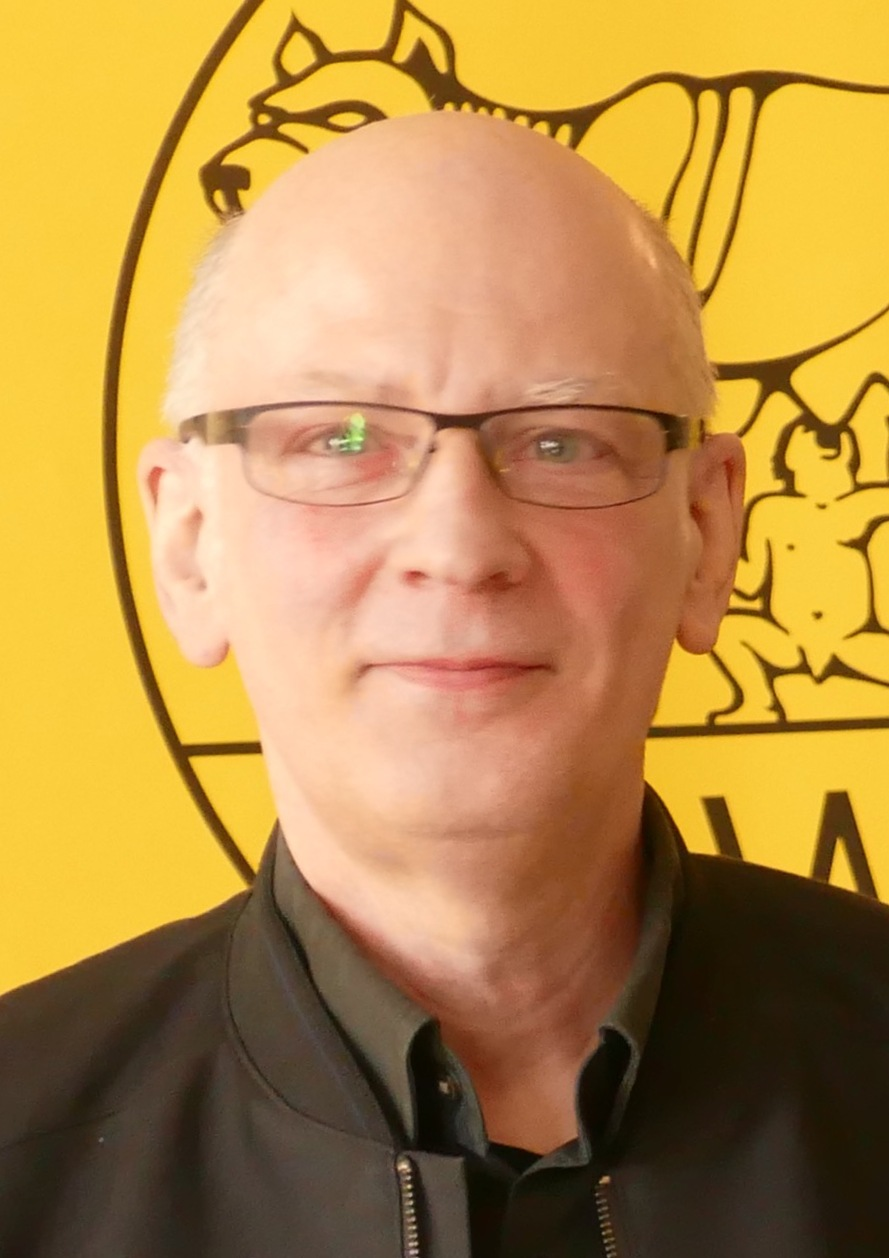
2022

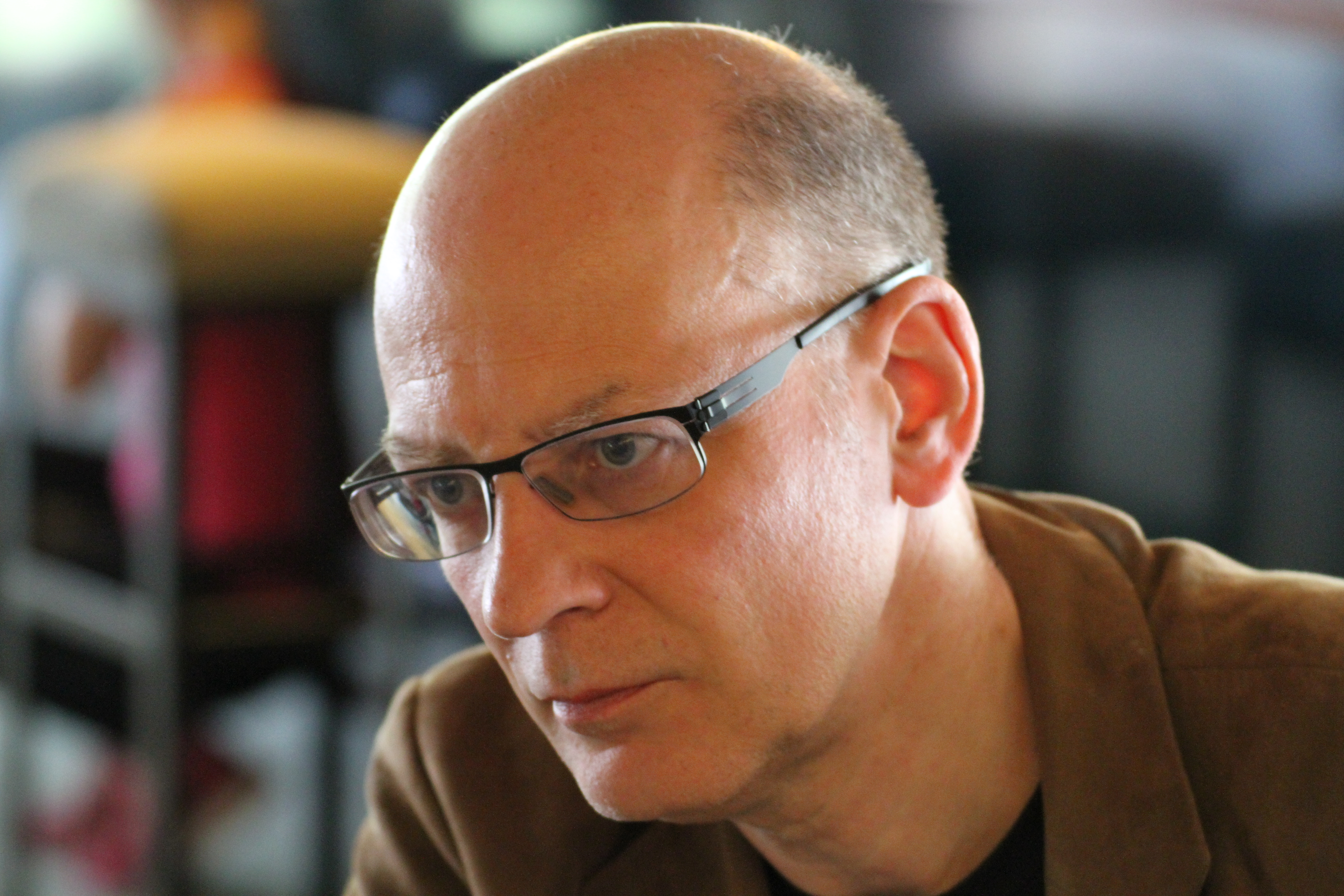
Andreas Heidtmann auf dem Lyrikmarkt in Berlin 2016

Andreas Heidtmann (* 12. Juni 1961 in Hünxe) ist ein deutscher Lektor, Autor, Herausgeber und Pianist.

## Leben
Heidtmann besuchte Schulen in Schermbeck, Gladbeck sowie das Gymnasium Petrinum Dorsten. Nach dem Abitur absolvierte Andreas Heidtmann ein Klavierstudium unter anderem bei Pavel Gililov in Köln sowie ein Studium Germanistik und Philosophie in Berlin. 1992, 1996 und 2000 erhielt er Stipendien des Berliner Kultursenats, 2002 ein Literatur-Stipendium der Stadt Leipzig. Nach einer Tätigkeit als Verlagslektor gründete er 2005 den poetenladen, ein Literaturlabel für deutschsprachige Gegenwartsliteratur, das für das Webportal poetenladen.de und den poetenladen Verlag für zeitgenössische Literatur steht. Für die seit 2006 halbjährlich erscheinende Literaturzeitschrift poet und das Literaturportal poetenladen wurde er 2010 mit dem Calwer Hermann-Hesse-Preis ausgezeichnet. Heidtmanns Kurzgeschichten fanden unter anderem Eingang in Schulbücher.
Im Oktober 2010 wurde er „für sein Engagement für die Gestaltung und Bewahrung der literarischen Vielfalt“ mit dem Förderpreis zum Lessing-Preis des Freistaates Sachsen 2011 ausgezeichnet.
Als Verleger des poetenladen Verlages erhielt er mehrmals den Deutschen Verlagspreis (2019, 2020, 2022, 2023), den Sächsischen Verlagspreis (2022, 2024) sowie den Kurt-Wolff-Förderpreis (2022).

## Werke (Auswahl)
- Storys aus dem Baguette. Erzählungen. Athena Oberhausen 2005
- Die Kurzgeschichte auf dem Weg ins 21. Jahrhundert: EinFach Deutsch. Schöningh (Schulbuchverlag, Paderborn) 2007
- Wie wir uns lange Zeit nicht küssten, als ABBA berühmt wurde. Roman. Steidl, Göttingen 2020
- Plötzlich waren wir sterblich. Roman. Faber & Faber, Leipzig 2023
- Bei den Minderen Brüdern. Roman. Frankfurter Verlagsanstalt, Frankfurt 2024

## Auszeichnungen
- 2010: Calwer Hermann-Hesse-Preis als Herausgeber der Zeitschrift „poet“
- 2011: Förderpreis zum Lessing-Preis des Freistaates Sachsen
- 2013: Anerkennungspreis zum Initiativpreis für Kunst und Kultur[5]
- 2022: Förderpreis des Kultur-Wolff-Preises